# 尼古拉公司
尼古拉公司（Nikola Corporation）是美国的一家零排放汽车生产商，總部位于亞利桑那州鳳凰城。公司以尼古拉·特斯拉的名字命名。尼古拉公司于2014年在犹他州鹽湖城成立，创办人暨執行主席為特雷弗·米尔顿。

## 爭議
做空機構Hindenburg Research曾在2020年9月10日發布報告指出，尼古拉聯合創始人兼執行長米爾頓，涉嫌誇大該公司電動卡車測試結果，和測試影片內容詐欺。
隨後尼古拉公司股市大跌，创办人特雷弗·米尔顿因此宣布請辭董事會。

## 卡車起火
2023年6月23日，一輛尼古拉 (Nikola) 卡車於鳳凰城總部停放時起火，研判可能是電池組內的冷卻劑洩漏造成。

## 申請破產保護
2025年2月19日尼古拉 (Nikola)及其九家附属公司（统称“债务人”），因未能找到買家或籌集額外資金維持營運分别向美国特拉华州破产法院申請破產保護，寻求根据美国破产法第11章获得救济